# Amaranthus inamoenus
Amaranthus inamoenus är en amarantväxtart som beskrevs av Carl Ludwig von Willdenow. Amaranthus inamoenus ingår i släktet amaranter, och familjen amarantväxter. Inga underarter finns listade i Catalogue of Life.